# Ferrovia Addis Abeba-Gibuti (scartamento normale)
La ferrovia Addis Abeba-Gibuti è una linea ferroviaria internazionale a scartamento ordinario che collega la città di Addis Abeba (Etiopia) con il porto di Doraleh (Gibuti), consentendo allo Stato etiope (che non ha sbocco sul mare) di accedere ai collegamenti marittimi del Golfo di Aden. Più del 95% del commercio dell'Etiopia transita attraverso lo Stato di Gibuti, il cui porto è occupato per il 70% per le attività dirette in Etiopia.
La nuova linea consente di abbreviare i tempi di viaggio dalla capitale etiope al mare dell'85%: dai tre giorni via strada (fino a sette giorni per le merci trasportate con i camion) a sole 10-12 ore.
La ferrovia è stata costruita tra il 2011 e il 2016 dal Gruppo ferrovie della Cina e dalla China Civil Engineering Construction Corporation, mentre il finanziamento è stato concesso dalla Banca di importazione ed esportazione della Cina (Chexim), dalla Banca di sviluppo della Cina, e dalla Banca Industriale e Commerciale della Cina.
Le prove ufficiali sono iniziate nell'ottobre 2016, mentre la cerimonia di apertura ufficiale della sezione gibutiana è avvenuta il 10 gennaio 2017.
Questa linea a scartamento ordinario sostituisce la vecchia ferrovia Addis Abeba-Gibuti (conosciuta anche come ferrovia Etio-Gibuti) a scartamento metrico costruita dai francesi tra il 1894 e il 1917.

## Storia

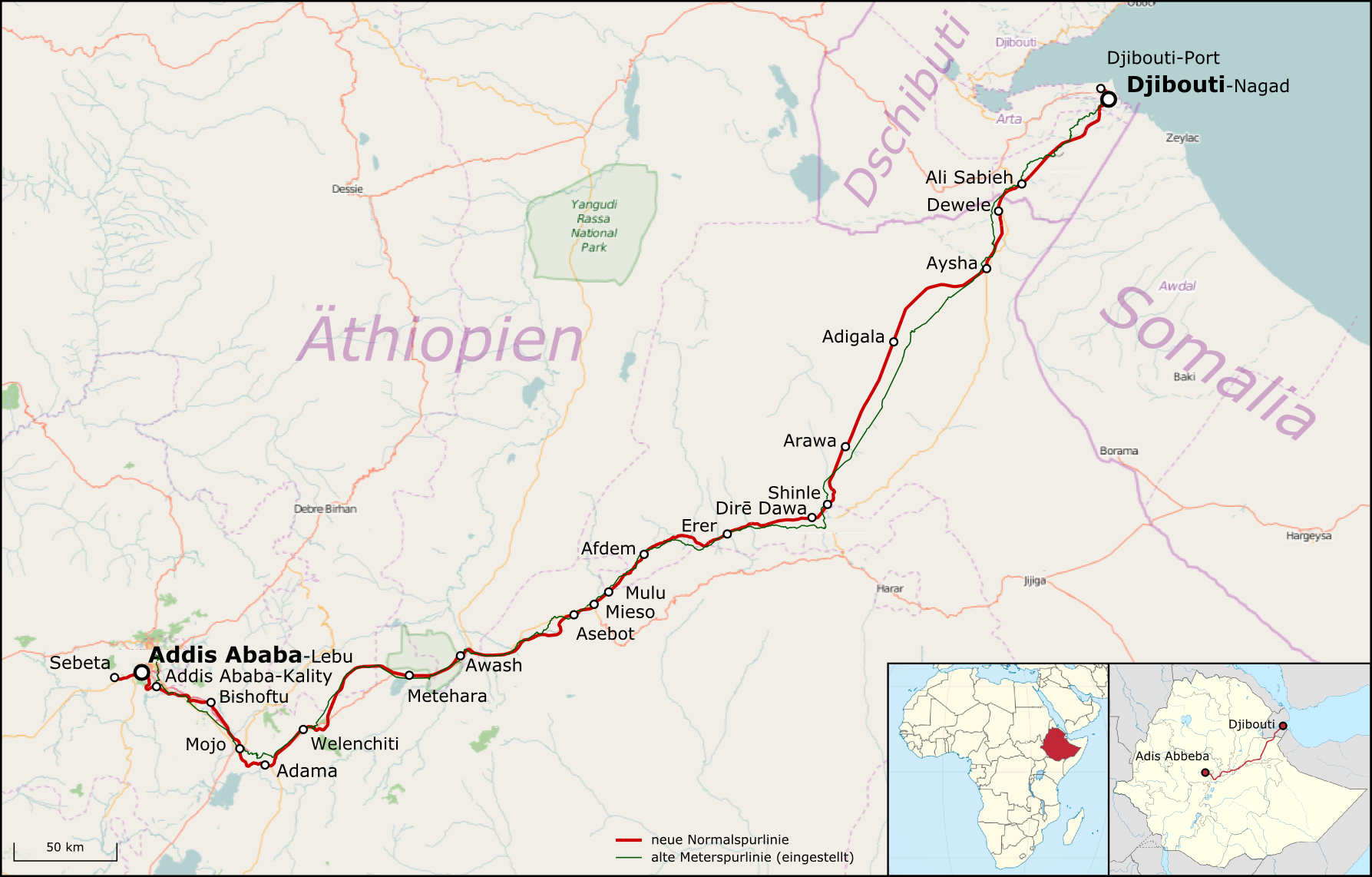
Comparazione tra le due linee ferroviarie

La vecchia ferrovia a scartamento metrico, costruita dai francesi tra il 1894 e il 1917 aveva tutte le carenze tecniche tipiche di una ferrovia costruita in epoca coloniale, con ripide pendenze e curvature strette; rappresentava l'unico accesso ferroviario al mare dell'Etiopia. Il deterioramento della ferrovia Etio-Gibuti per mancanza di manutenzione e i gravi danneggiamenti della guerra dell'Ogaden nel 1978, privarono l'Etiopia del suo accesso ferroviario all'importante porto di Gibuti. Dopo la lunga interruzione e una non riuscita impresa di ammodernamento finanziata dall'UE nei primi anni duemila, la Cina si offerse di finanziare e costruire una nuova linea a scartamento normale, nell'ambito di un piano di costruzione di una vasta rete ferroviaria a scartamento ordinario nell'Africa orientale; anche Etiopia e Gibuti decisero di abbandonare lo scartamento metrico per adeguarsi al nuovo standard.
Nel 2011 la Ethiopian Railway Corporation stipulò contratti con due aziende statali cinesi per costruire una nuova ferrovia da Addis Abeba al confine con Gibuti: la tratta di 320 km da Sebeta a Miesso venne assegnata al Gruppo ferrovie della Cina, mentre il restante tratto di 339 km da Miesso al confine con Gibuti fu assegnato alla China Civil Engineering Construction Corporation, che nel 2012 venne scelta dal governo di Gibuti anche per il completamento dei 100 km finali fino al porto di Gibuti.
I costi totali di realizzazione furono determinati in $ 1,873 miliardi per la sezione Sebeta-Miesso, $ 1,12 miliardi per la Miesso-Duanlé e $ 525 milioni per il tratto Duanlé-Doralé. Nel 2013 un prestito di 3 miliardi di dollari finalizzato alla realizzazione dell'opera venne garantito dalla banca Chexim, di cui 2,4 miliardi per la sezione etiope della ferrovia e i restanti 0,6 miliardi per Gibuti.
La cerimonia della posa della prima pietra della nuova ferrovia avvenne il 7 luglio 2013.
Per la realizzazione dell'opera furono assunti 20 000 operai etiopi e 5 000 gibutiani. Il sedime del segmento Miesso-Gibuti venne completato nel giugno 2015. Mentre la costruzione era ancora in corso in alcune sezioni, la parte completata della ferrovia fu messa in funzione, nel mese di novembre 2015, per il trasporto del grano necessario a far fronte all'emergenza causata dalla siccità in Etiopia; gli agricoltori etiopi avevano subito la perdita del 50-90% dei raccolti e gli aiuti umanitari giunti via nave al porto di Gibuti erano in attesa di scaricare il grano.
L'inaugurazione ufficiale della linea completa avvenne il 5 ottobre 2016 alla presenza dei presidenti di Etiopia e Gibuti. I due principali contraenti costituirono un consorzio per assicurare il funzionamento della ferrovia per i primi cinque anni mediante l'utilizzo di personale ferroviario cinese, mentre fu assunto personale locale per essere addestrato.

## Caratteristiche tecniche

### Percorso
| Head station |

| Station on track |

| Station on track |

| Station on track |

| Station on track |

| Station on track |

| Station on track |

| Station on track |

| Station on track |

|  | Unknown route-map component "ABZgl" | Unknown route-map component "CONTfq" |

| Station on track |

| Station on track |

| Station on track |

| Station on track |

| Station on track |

| Station on track |

| Station on track |

| Station on track |

| Station on track |

| Station on track |

| Station on track |

| Station on track |

| Unknown route-map component "GRZq" + Restricted border on track |

| Station on track |

| Station on track |

| Station on track |

| Station on track |

| Unknown route-map component "KINTe" |

Per la maggior parte della sua lunghezza, la nuova ferrovia segue un percorso parallelo alla vecchia linea abbandonata a scartamento metrico Etio-Gibuti. La nuova ferrovia a scartamento ordinario tuttavia ha comportato numerose rettifiche di tracciato, che permettono di raggiungere e mantenere velocità più elevate. Sono state realizzate nuove stazioni ferroviarie al di fuori dei centri cittadini, mentre le vecchie stazioni sono state abbandonate.
La linea è a doppio binario per i primi 115 km da Sebeta ad Adama e a binario unico tra Adama e il mare.  La ferrovia inizia a Sebeta, alla periferia della capitale etiope; dopo essere entrata ad Addis Abeba per servire la stazione centrale, la linea costeggia il monte Furi con un'ampia curva prima di dirigersi verso est. Giunta a Biscioftù, attraversa l'autostrada Addis Abeba–Adama per la prima volta e la costeggia fino ad Adama, dopodiché gira a nordest verso Dire Daua.
Arrivati ad Auasc, vi è l'intersezione con la ferrovia Macallè–Auasc, che nel 2016 era ancora in costruzione.  Dopo aver passato Dire Daua, la ferrovia raggiunge direttamente lo Stato di Gibuti, attraversando la frontiera tra Dewele e Ali Sabieh. Raggiunge, infine, il terminal passeggeri della città di Gibuti a Nagad, vicino all'aeroporto internazionale di Gibuti-Ambuli. I treni merci continuano invece fino al porto di Doraleh con locomotori diesel.

### Scheda
- Scartamento: 1.435 mm
- Accoppiatori: AAR
- Freni: ad aria compressa
- Elettrificazione: linea aerea di contatto a 25 kV, corrente alternata monofase a 50 Hz[25]
- Velocità massima (passeggeri): 120 km/h[25]
- Velocità massima (merci): 90 km/h[26]
- Capacità di carico (merci): 3 000 tonnellate lorde
- Raggio di curvatura minimo: 1 200 m (800 m nei punti difficili)
- Pendenza media: ≤0.6%
- Pendenza massima: <2.0%
- Circolazione ferroviaria sul doppio binario: a sinistra
- Sistema di sicurezza della circolazione: ETCS-1 SIL4

### Elettrificazione
La ferrovia è alimentata da una linea aerea di contatto a corrente alternata monofase a 25 kV, a frequenza di 50 Hz. L'elettrificazione termina dopo la stazione passeggeri di Gibuti-Nagad. Al fine di evitare interferenze con le gru del porto, i treni merci passano alla trazione termica (Diesel) tra Nagad e il porto di Doralé.
L'energia elettrica è trasmessa da elettrodotti a 230 kV e 130 kV a otto sottostazioni di trasformazione. L'alimentazione elettrica della linea di contatto è fornita ad intervalli di 40 km, con 17 sottostazioni in Etiopia e tre a Gibuti.

### Stazioni

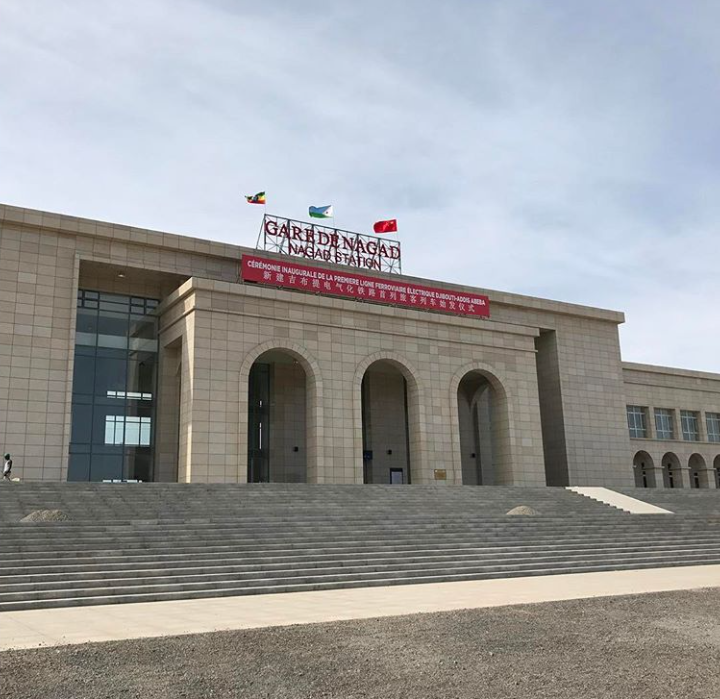
Nuova stazione di Nagad (Gibuti)

Il progetto prevede la realizzazione di 45 stazioni ferroviarie.
Per la capitale etiope, è stata realizzata la nuova stazione di Addis Abeba-Lebu, nella periferia sud-ovest. Nel settembre 2015 erano stati completati tre piani dell'edificio principale, progettato secondo la tradizione culturale della regione di Oromo. La superficie dell'edificio è di circa 8 300 m².
Tutte le altre stazioni del percorso sono state ricostruite nelle periferie delle città attraversate, mentre tutte le stazioni e gli edifici del vecchio percorso sono stati abbandonati.
I pannelli e gli annunci nelle stazione avvengono in lingua amarica, inglese e cinese.

## Materiale rotabile

### Locomotive
| Tipo                       | Produttore  | Potenza (kW) | Velocità (km/h) | Quantità | Note/Fonti                      |
| -------------------------- | ----------- | ------------ | --------------- | -------- | ------------------------------- |
| Locomotori elettrici HXD1C | CSR Zhuzhou | 7 200        | n.d.            | 35       | 32 per s. merci, 3 per s.viagg. |
| Locomotori Diesel DF4D     | CNR Dalian  | 2 940        | 100             | 3        | [ 30 ] [ 31 ]                   |

### Veicoli
Il parco materiale trainato comprende 30 carrozze passeggeri modello 25G prodotte dalla CRRC di vario tipo, con posti a sedere, cuccette, letti e ristorante, decorate con i colori nazionali etiopi. I carri merci, di varia tipologia, sono 300. Il numero totale di carri salirà fino a 1 100 unità. Il materiale viene prodotto dall'azienda Norinco presso i cantieri della Metals and Engineering Corporation a Dire Daua..
Data l'elevata intensità della componente ultravioletta dei raggi solari nelle zone percorse, è stata posta particolare attenzione all'isolamento dei componenti elettrici esposti alla luce solare con uso di vetro stratificato isolante (che scherma oltre il 90% dei raggi ultravioletti) in tutti i componenti di gomma e cavi elettrici, per raggiungere i massimi requisiti di protezione di grado UV.